# На гребне волны (фильм, 2015)
«На гребне волны» (англ. Point Break) — боевик режиссёра Эриксона Кора по сценарию Курта Уиммера, ремейк одноимённого фильма 1991 года. В главных ролях — Эдгар Рамирес и Люк Брейси. Премьера в США состоялась 25 декабря 2015 года, в России — 24 декабря.

## Сюжет
Совершено несколько, на первый взгляд, ничем не связанных преступлений на разных континентах. Общее между ними лишь то, что ограбления связаны с огромным риском для жизни и выполнены с высокой точностью.
Молодой агент ФБР Джонни Юта (Люк Брейси) берется за это дело. Он предполагает, что все эти преступления — дело рук одних и тех же грабителей-экстремалов. Юта сам не понаслышке знает, что такое экстрим, и решается проникнуть в банду. В банде четыре мужчины и одна девушка Самсара. Юта проходит все экстремальные испытания вместе с членами банды по принципу «Делай с нами, делай, как мы, делай лучше нас!», не получив при этом ни одного серьёзного повреждения, кроме пары царапин. Постепенно Юта понимает, что экстремалы совершают преступления не ради наживы, а для того, чтобы вернуть планете Земля то, что у неё было однажды отнято. Это называется «подношением». Таким образом преступники пытаются привлечь внимание к экологическим проблемам нашей планеты. Между Ютой и девушкой возникают романтические отношения. Однако во время последнего ограбления банка банда попадает в полицейскую засаду, и Юта в перестрелке собственноручно убивает Самсару.
Юта преследует двух оставшихся в живых членов банды. Погоня продолжается на отвесной скале в джунглях Венесуэлы. Один из членов банды срывается со скалы, не выдержав напряжения. Юта настигает главаря Бодхи на самой вершине и вместе с ним прыгает в водопад. Юта выплывает, но тело Бодхи не удаётся найти. Как и в финале фильма 1991 года, Юта находит Бодхи перед тем, как тот пытается поймать на сёрфе 30-метровую волну в океане, где Бодхи погибает. Юта продолжает свои экстремальные приключения в одиночку.
В основе всего сюжета фильма лежит определённая философия экстремала. Герои фильма выполняют список из восьми пунктов некоего легендарного японского экстремала Оно Озаки. Образ этого героя — вымысел, но копнув глубже, можно найти параллель с другими учениями. Лексикон участников банды наполнен банальностями вроде «брат», «путь», «просветление». Список, который изучает ФБР, очень похож на смесь системы «Восьми стихий» и «Восьмеричного пути», помогающего достигнуть нирваны и выбрать нужный путь.

## В ролях
| Актёр             | Роль                 |
| ----------------- | -------------------- |
| Эдгар Рамирес     | Бодхи                |
| Люк Брейси        | Джонни «Юта» Бригхем |
| Рэй Уинстон       | Энджело Папас        |
| Тереза Палмер     | Самсара              |
| Делрой Линдо      | инструктор ФБР Холл  |
| Клеменс Шик       | Роуч                 |
| Матиас Варела     | Громмет              |
| Тобиас Зантельман | Чаудер               |

## Производство
В 2011 году было объявлено, что Alcon Entertainment и Warner Bros. разрабатывают ремейк фильма «На гребне волны» (1991). Сценарий написал Курт Уиммер, продюсерами выступили Уиммер, Бродерик Джонсон, Эндрю Косов, Майкл Де Лука, Джон Бальдекки и Крис Тейлор. В апреле 2013 Эриксон Кор был объявлен в качестве режиссёра фильма.
В январе 2014 стало известно, что Джерард Батлер ведёт переговоры по поводу роли Бодхи. В феврале 2014 было объявлено, что Люк Брейси сыграет Джонни Юту. В апреле 2014 Рэй Уинстон получил роль Энджело Папаса. В мае 2014 Джерард Батлер выбыл из фильма и на роль Бодхи был взят Эдгар Рамирес.
В июне 2014 к актёрскому составу присоединились Тереза Палмер и Делрой Линдо. Для выполнения многочисленных трюков была собрана группа профессиональных сноубордистов, скалолазов, серферов, гонщиков мотокросса и пилотов вингсьютов.

### Съёмки
Съёмки начались 26 июня 2014 в Австралии. Также фильм снимался в Германии, Австрии, Италии, Швейцарии, Франции, Мексике, Венесуэле, Французской Полинезии, Индии и США.

## Прокат
Первоначально фильм должен был выйти 7 августа 2014 года, но 12 августа 2014 Warner Bros. перенесла премьеру на 31 июля 2015.
3 августа дату премьеры вновь перенесли — на 25 декабря 2015.

## Маркетинг
Один из главных персонажей фильма, Бодхи, был добавлен в компьютерную игру Payday 2 в качестве игрового персонажа. Также для этой игры вышел загружаемый контент (DLC) «The Point Break Heists», куда вошли 2 задания, в котором присутствуют сцены из фильма, и 4 песни из официального саундтрека фильма.

## Критика
На агрегаторе рецензий Rotten Tomatoes фильм имеет рейтинг одобрения 11 % на основе 114 обзоров и средний рейтинг 3,6 из 10. Критический консенсус сайта гласит: «Ремейк, наполненный ослепительным действием, но лишенный цели, запомнится как первый фильм, заставивший зрителей тосковать по дуэту Киану Ривза и Патрика Суэйзи».
Мэгги Ли из Variety назвала фильм «визуальным ослеплением и драматическим провалом». Элизабет Керр из The Hollywood Reporter заявила, что фильму «удается выжать немного напряжения из некоторых экшн-сцен и великолепных локаций». Норл Мюррей из Los Angeles Times заметил, что «версия Бигелоу отличалась харизматичным ведущими ролями и обильной поп-музыкой, в то время как актерский состав ремейка медленно и скупо бормочет друг с другом, пока не придет время спрыгнуть с чего-нибудь». Игнатий Вишневецкий из The A.V. Club сказал: «Кажется, абсолютно никто не получает никакого удовольствия. Ремейк отказывается от дзэн-подобного мужественного мистицизма в пользу сурового отсутствия юмора».